# Cancã (cidade)
Cancã (em francês: Kankan) é uma cidade guineana localizada na região de Cancã. Em 2014, Possuía 194 671 habitantes. Compreende uma área de 155 quilômetros quadrados.